# Ielîzavetivka, Iakîmivka
Ielîzavetivka (în ucraineană Єлизаветівка) este un sat în comuna Novodanîlivka din raionul Iakîmivka, regiunea Zaporijjea, Ucraina.

## Demografie
Componența lingvistică a localității Ielîzavetivka
     Ucraineană (78,79%)
     Rusă (21,21%)
Conform recensământului din 2001, majoritatea populației localității Ielîzavetivka era vorbitoare de ucraineană (78,79%), existând în minoritate și vorbitori de rusă (21,21%).